# مصاصة خاتم
المصاصة الخاتم هي مصاصة بنكهات الفواكه، تُسوّق على شكل خاتم لدن قابل للارتداء مزين بقطعة حلوى صلبة كبيرة. تتوفر بمجموعة متنوعة من النكهات والألوان.